# San Gregorio Zacapechpan
San Gregorio Zacapechpan es una localidad del estado mexicano de Puebla. Es parte del municipio de San Pedro Cholula.

## Toponimia
El nombre «San Gregorio» hace referencia al santo patrono de la localidad: Gregorio de Nisa. El nombre «Zacapechpan» proviene de los términos en náhuatl zacapechtli, heno; pan, lugar. Su significado es «sobre el heno».

## Demografía
| Gráfica de evolución demográfica |
|                                  |

| Censo | Población |
| ----- | --------- |
| 1900  | 457       |
| 1910  | 526       |
| 1921  | 598       |
| 1930  | 675       |
| 1940  | 751       |
| 1950  | 1 096     |
| 1960  | 1 420     |
| 1970  | 2 108     |
| 1980  | 3 107     |
| 1990  | 6 694     |
| 1995  | 6 366     |
| 2000  | 5 919     |
| 2005  | 6 634     |
| 2010  | 6 959     |
| 2020  | 6 699     |